# Thrypticus politus
Thrypticus politus är en tvåvingeart som beskrevs av Negrobov 1967. Thrypticus politus ingår i släktet Thrypticus och familjen styltflugor. Inga underarter finns listade i Catalogue of Life.